# Arbeitsgruppe
Unter Arbeitsgruppe (kurz AG, vor allem in der Schweiz auch Task Force) im klassischen Sinn versteht man Gruppen von Arbeitspersonen, die als Team gemeinsam Aufgaben in Form funktions- und ablauforientierter Arbeit erledigen. In einer klassischen Arbeitsgruppe gehört die Arbeitsteilung, die Feinsteuerung der Fertigung, Personal- und Arbeitszeitplanung zu den Aufgaben des Gruppenleiters, Meisters oder Vorarbeiters. Er kontrolliert, ob die Mitarbeiter vorschriftsmäßig arbeiten und ist für die Lösung auftretender Probleme zuständig. Die Mitarbeiter hingegen sind im Arbeitssystem primär mit rein ausführenden Tätigkeiten beauftragt. Jeder einzelne Mitarbeiter hat eine eigene Aufgabe, wodurch es bei der klassischen Arbeitsgruppe zu keiner Gruppenarbeit im heute geläufigen Sinn kommt. Der Handlungsspielraum jedes Mitarbeiters, aber auch die des Meisters, ist durch die tayloristische Arbeits- und Funktionsteilung stark eingeschränkt.
Die Arbeitsgruppe im heutigen Sinn ist durch ein erhöhtes Maß an Koordination und Selbstabstimmung gekennzeichnet. Die Beziehungen innerhalb der Gruppe sind, im Gegensatz zum althergebrachten Ansatz, sehr wichtig. Die nachfolgende Darstellung lässt die klassische Arbeitsgruppe beiseite und konzentriert sich auf die moderne Arbeitsgruppe.

## Merkmale der Arbeitsgruppe
Das grundlegende Merkmal von Arbeitsgruppen in Organisationen ist der Umstand, dass ihre Existenz auf einer formellen Übereinkunft zwischen einzelnen Individuen und einem Unternehmen bzw. Verband zustande kommt. Schulte definiert sie folgendermaßen: „Eine Arbeitsgruppe ist eine formale Organisationseinheit, bei der mehrere Personen in Form der Gruppenarbeit eine gemeinsame Aufgabe bearbeiten.“
Diese Gruppen umfassen meist 3–7 Personen (sowohl die Kommunikation als auch der Gruppenzusammenhalt – die Kohäsion – hängen wesentlich von der Anzahl der Mitglieder ab), die sich über einen längeren Zeitraum zusammenschließen, um ein gewisses Ziel zu erreichen. Innerhalb der Arbeitsgruppe wird nach gewissen Spielregeln miteinander interagiert und kommuniziert. „Jedes Mitglied muss die Möglichkeit haben, mit jedem anderen Mitglied unmittelbar in Kontakt zu treten und nicht über den Umweg einer zentralen Kontaktperson wie beispielsweise über einen gemeinsam.“
Trotz völliger Gleichberechtigung kristallisieren sich bei den Mitgliedern verschiedene Rollen heraus, wie die des „Führers“, „Experten“, „Mitläufers“ oder „Sündenbocks“.  Im Idealfall ergibt sich aus der Rollenteilung auch die Arbeitsteilung.
Wieso schließen sich Menschen nun zu solchen Arbeitsgruppen zusammen?
Gründe für Gruppenarbeit sind:
- größere intrinsische Motivation für die Mitarbeiter,
- eine spezifische Arbeitsanforderung, bei denen Arbeitsgruppen von Vorteil sind (Synergieeffekte)
- positive Kosteneffekte
- positive Qualitätseffekte
- Einhaltung eines zeitlichen Rahmens

Außerdem ist man der Meinung, dass der einzelne nicht die gleichen Ergebnisse bringen kann wie eine Gruppe. Synergieeffekte entstehen durch die unterschiedlichen Beiträge der einzelnen Mitglieder: Jeder weiß über etwas anderes Bescheid; werden dieses unterschiedliche Wissen und Qualifikationen miteinander ergänzt, kann daraus eine optimale Aufgabenlösung entstehen. Fehlentscheidung können minimiert werden, da „mehrere Augen“ einen Prozess betrachten. Wie oben erwähnt, kann Gruppenarbeit motivierend sein und die Kreativität jedes einzelnen fördern.
Da Entscheidungen auf Gruppenbasis getroffen werden, ist deren spätere Umsetzung im Unternehmen leichter im Vergleich zu jenen, die vom Vorgesetzten alleine getroffen werden.
Mögliche Schwierigkeiten können jedoch auftreten, wenn die Gruppenmitglieder nicht die Ziele der Gruppe, sondern persönliche Ziele verfolgen; die Gruppenleistung kann auch durch einen autoritären Gruppenführer beeinträchtigt werden oder durch Kommunikationsschwierigkeiten, die zu Missverständnissen führen. Ebenfalls negativ fällt auf, dass mangels Einigung bei Entscheidungen oft Kompromisse geschlossen werden, die keine eindeutige Lösung anbieten. Allgemein kann gesagt werden, dass es überall dort, wo mehrere Menschen aufeinandertreffen, zu Spannungen kommen kann.
Allerdings überwiegt der Leistungsvorteil der Gruppe, wenn es sich um Aufgaben handelt, die für Gruppenprozesse geeignet sind oder wenn sich die Gruppenmitglieder effizient ergänzen.

## Bildung und Entwicklungsprozess einer Arbeitsgruppe
Um herauszufinden, wie Gruppenarbeit dauerhaft in Organisationen eingebracht werden kann, muss man sich, in Anlehnung an Hackman, folgenden Fragestellungen bewusst werden:
1. Vorbereitung: Worin besteht die Aufgabe? Was sind die zentralen Anforderungen, die sich aus der konkreten Aufgabenstellung ableiten? Worin liegt dabei der Vorteil der Gruppe? Welches Gruppenkonzept ist am geeignetsten? Wie sollen die Kompetenzen geregelt sein?
2. Schaffung guter Arbeitsbedingungen: Wie soll die Gruppe zusammengesetzt sein? Welche Ressourcen werden benötigt?
3. Entwicklung der Gruppe: Welche Starthilfe wird benötigt? Wie kann die Gruppe im Gruppenentwicklungsprozess unterstützt werden?
4. Bereithalten von Mitteln zur laufenden Prozessunterstützung: Welche Prozessunterstützung kann gewährt werden? Wie können Selbstlernprozesse der Gruppe begünstigt werden?

Nachdem diese Fragen beantwortet sind, kann die Arbeitsgruppe zusammengesetzt werden.
Laut Tuckman aber wird diese Gruppe ein gewisses Schema durchlaufen, sie sind von der Vorbereitung weitgehend unabhängig: Tuckman hat die Phasen der Teambildung erforscht und folgende Prozesse begründet:
In der ersten Phase, der Formierungsphase, wird die Gruppe von Unsicherheit geprägt, die Mitglieder sind sich oft nicht bekannt, die Aufgabe noch nicht definiert.
Die Stormingphase, auch Konfliktphase genannt, ist sehr emotional, das Kontrollverhalten des Gruppenführers wird abgelehnt, es entstehen Konflikte zwischen den Untergruppen.
Im Zuge der Normierungsphase werden die Wogen geglättet, ein Austausch von Meinungen und auch Gefühlen wird zugelassen, es entsteht eine Kooperation zwischen den Gruppenmitgliedern.
Die Performingphase, die Arbeitsphase, ist die effizienteste für die Aufgabenlösung; wenn die Arbeitsgruppe hier angelangt ist, werden effizient Problemlösungen gesucht, die klare Gruppenstruktur und Konfliktlosigkeit ermöglichen konstruktives, gemeinsames Arbeiten.

## Arten von Arbeitsgruppen
| Gruppentyp                  | Interne Differenzierung | Externe Integration | Typische Outcomes       |
| Beratung & Mitbestimmung    | niedrig                 | niedrig             | Entscheidung, Vorschlag |
| Produktion & Dienstleistung | niedrig                 | hoch                | Produkt, Beratung       |
| Projekt & Entwicklung       | hoch                    | niedrig             | Pläne, Untersuchung     |
| Aktion & Verhandlung        | hoch                    | hoch                | Verträge, Wettbewerb    |

Sundstrom et al. unterscheiden Arbeitsgruppen nach drei Kriterien: Die „interne Differenzierung“ soll die unterschiedliche Qualifizierung darstellen, die „externe Integration“ hingegen kennzeichnet die mögliche Bestandsdauer einer Arbeitsgruppe. Unterschiedliche Qualifikationen und eine relativ kurze Lebensdauer sind dort gefragt, wo kreative und komplexe Aufgaben gelöst werden müssen. Bei routinierten eingespielten Tätigkeiten hingegen, werden schnelle und effiziente Gruppen benötigt.

## Besondere Formen der Arbeitsgruppe

### Die Informelle Arbeitsgruppe
Zu Anfang haben wir erwähnt, dass  die Existenz der Arbeitsgruppe auf einer formellen Übereinkunft zwischen einzelnen Individuen und einem Unternehmen bzw. Verband zustande kommt. Allerdings können sich auch innerhalb oder zwischen offiziellen Arbeitsgruppen nicht vorhergesehene Gruppen bilden. Diese informellen Gruppen entstehen nicht durch den Auftrag, eine gemeinsame Aufgabe zu erfüllen, sondern aus persönlichen Beziehungen, Gemeinsamkeiten oder Sympathien.

### Projektgruppe
„Ein Projekt ist ein ziel- und prozessorientiertes, zeitlich befristetes, neuartiges, komplexes Vorhaben, das die interdisziplinäre Zusammenarbeit mehrerer Fachleute erfordert.“
Handelt es sich bei einer Aufgabenstellung also um ein Projekt, kann dies in einer Projektgruppe abgewickelt werden, die zeitlich begrenzt, bis zum Abschluss des Projekts miteinander arbeitet. Dabei ist in Struktur und Aufgabenstellung zwischen Wirtschaftsprojekten und Bildungsprojekten, die eine didaktische Zielsetzung verfolgen, zu unterscheiden. Ein wichtiges Merkmal der wirtschaftlich orientierten Projektgruppen ist, dass sie auch veränderbar sind. Handelt es sich um ein längerfristiges Projekt, können verschiedene Konfigurationen in der Gruppe entstehen: Es können sich Untergruppen bilden, Experten  kurzfristig aufgenommen werden, um Teilaspekte des Projekts abzudecken etc. Bei schwierigeren und kostenträchtigeren didaktischen Projekten wird in der Projektgruppe ein sogenannter Projektvertrag geschlossen, der die Teilnehmer gegenseitig zum Durchhalten bis zum Erreichen des gemeinsamen Projektziels verpflichtet. Projekte können grundsätzlich als schwierig in ihrer Lösung angesehen werden, da es sich hierbei nicht um Routineaufgaben, sondern um komplexe Aufgaben handelt.

### Teilautonome Arbeitsgruppe
„Idealtypische Gruppenarbeit ist meist mit der Vorstellung von teilautonomer Gruppenarbeit geknüpft.“ Teilautonome Arbeitsgruppen sind dadurch gekennzeichnet, dass sie Entscheidungskompetenzen (Variabilität) im Rahmen ihrer Bereiche besitzen und weitgehend autonom agieren, was wiederum bedeutet, dass sie die alleinige Verantwortung für ihre Systemerhaltung, Systemregulation und Systementwicklung innehaben.  Nachteilig kann gewertet werden, dass sich diese Art der Arbeitsgruppe leicht verselbstständigen kann oder etwa auch nur „Scheinautonomie“ besitzt.